# Йенс Мунк (остров, Канада)
 Тази статия е за канадския остров.  За норвежкия мореплавател със същото име вижте Йенс Мунк.  

Остров Йенс Мунк (на английски: Jens Munk) е 42-рият по големина остров в Канадския арктичен архипелаг. Площта му е 920 км2, която му отрежда 52-ро място сред островите на Канада. Административно принадлежи къв канадската територи Нунавут. Необитаем.
Островът е разположен в най-северната част на Басейна Фокс (между п-ов Мелвил на запад и остров Бафинова земя на изток). На запад широкия едва 2,1 км проток Саут го отделя от п-ов Сиорарсук на остров Бафинова земя, а на север залива Мъри Максуел – от основната суша на Бафинова земя. На 28 на км на изток се намира по-малкия остров Кох, на 50 км на югоизток – по-големия Роули, а на 58 на югозапад е големия п-ов Мелвил на Северна Америка.
Бреговата линия на острова с дължина 298 км е силно разчленена с десетки дълбоко врязващи се заливи в сушата. Целият остров се състои на прастика от четири характерни безименни полуострова, които се съединяват в основите си в средата на острова.
Релефът, както на повечето острови в Басейна Фокс е равнинен, рядко превишаващ 20 м н.в. изпъстрен със стотици малки езера, разположени главно на източния и северния полуострови. Най-високата точка се намира в югозападната част на острова и достига до 125 м н.в.
Югозападното крайбрежие на острова е открито през юли 1822 г. от участниците в експедицията на английския полярен изследовател Уилям Едуард Пари, но чак в средата на 40-те години на XX в. е доказано островното му положение. Тогава е кръстен в чест на норвежкия полярен изселдовател на датска служба Йенс Мунк, който през 1619-1620 г. неуспешно търси Северозападния морски проход.
|  | Тази страница частично или изцяло представлява превод на страницата „Йенс-Мунк (остров)“ в Уикипедия на руски. Оригиналният текст, както и този превод, са защитени от Лиценза „Криейтив Комънс – Признание – Споделяне на споделеното“, а за съдържание, създадено преди юни 2009 година – от Лиценза за свободна документация на ГНУ. Прегледайте историята на редакциите на оригиналната страница, както и на преводната страница, за да видите списъка на съавторите. ВАЖНО: Този шаблон се отнася единствено до авторските права върху съдържанието на статията. Добавянето му не отменя изискването да се посочват конкретни източници на твърденията, които да бъдат благонадеждни. |